# Allendorf, Thüringen
Allendorf är en kommun och ort i Landkreis Saalfeld-Rudolstadt i förbundslandet Thüringen i Tyskland.
Kommunen ingår i förvaltningsgemenskapen Königsee tillsammans med kommunerna Bechstedt och Königsee.